# Gives (Huy)
Pour les articles homonymes, voir Gives.

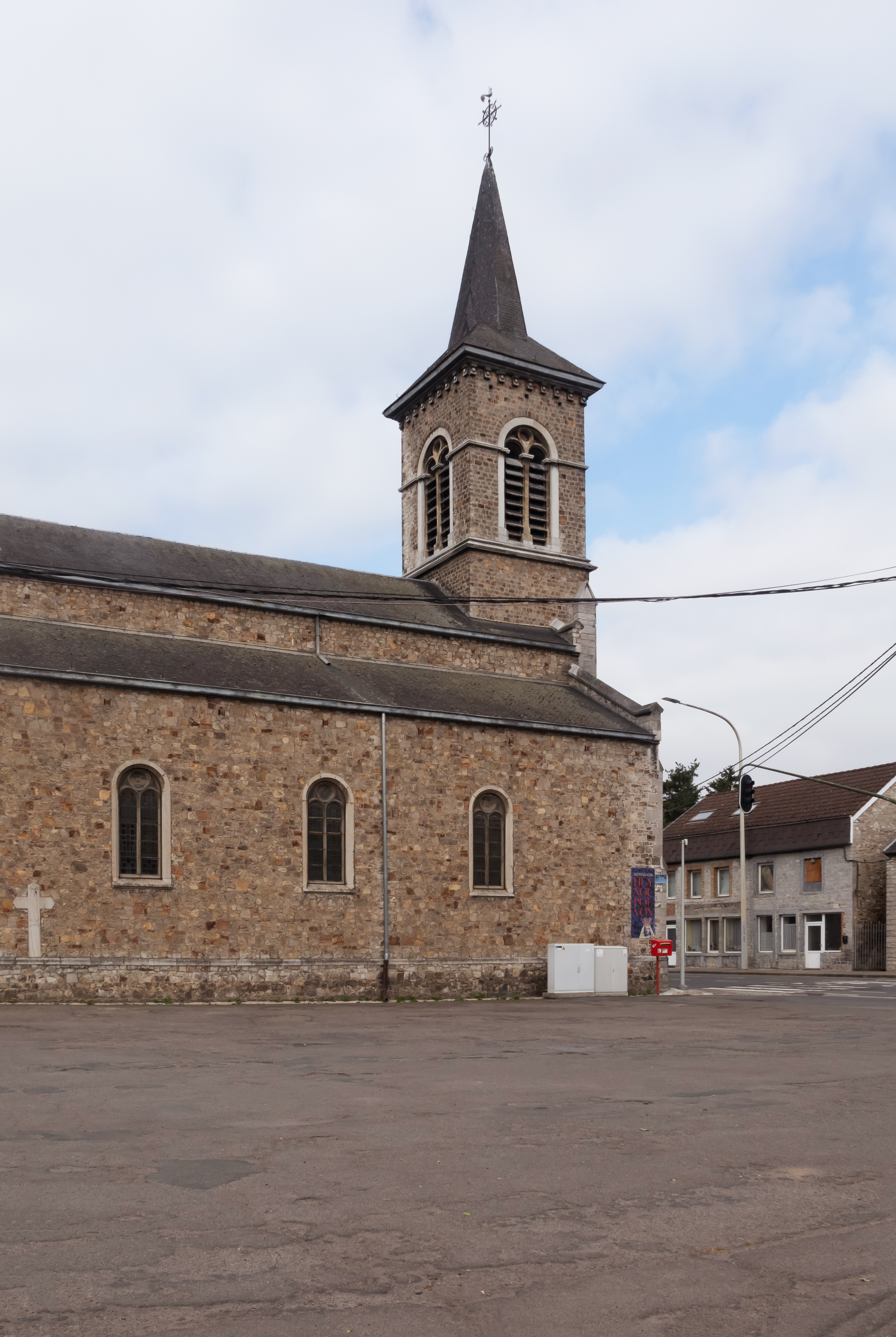
L'église Saint Nom de Marie

Gives est un village de la commune et ville belge de Huy, située en Région wallonne dans la province de Liège.
Avant la fusion des communes, Gives faisait partie de la commune de Ben-Ahin.

## Géographie
Gives se situe sur la rive droite de la Meuse en amont de la ville de Huy et compte une île mosane : l'île des Béguines.
La localité est traversée par la route nationale 90 Mons-Liège (chaussée d'Andenne). Elle avoisine la commune d'Andenne (province de Namur).

## Patrimoine
Située au carrefour de la chaussée d'Andenne et de la rue Émile Vandervelde, l'église de Gives est dédiée au Saint-Nom de Marie. Le village a longtemps accueillit le charbonnage de Ben.

## Activités
Le village compte une école de l'enseignement libre, l'école Sainte-Marie.
Gives possédait un club de football le Royal Football Club de Gives qui a disparu en 2009. Les installations sont désormais occupées par le Hesby Rugby Huy.